# Elecciones presidenciales de Benín de 2006
Las elecciones presidenciales se llevaron a cabo en Benín en marzo de 2006. Fueron los primeros comicios desde la democratización del país en 1990 sin la participación de los dos presidentes Mathieu Kérékou y Nicéphore Soglo, ambos excluidos por haber superado el límite de edad de 70 años. Kérékou, presidente incumbente, aceptó no reformar la constitución para reelegirse (como habían hecho muchos líderes del África subsahariana), y declaró que respetaría el límite de dos mandatos. Debido a la ausencia de las dos figuras políticas más importantes del país, la elección estuvo rodeada de un clima de transparencia y apertura política nunca antes visto, lo cual colateralmente las hizo completamente impredecibles.
Yayi Boni se impuso en primera y en segunda vuelta, primero con poco más del 35% de los votos, y luego con una mayoría absoluta de casi el 75%, siendo juramentado el 6 de abril.
Si bien durante un tiempo se había especulado que Kérékou intentaría perpetuarse en el poder, sobre todo después de que mandatarios de larga duración en el cargo como Yoweri Museveni en Uganda e Idriss Déby en Chad hubieran realizado las reformas constitucionales para hacerlo, en 2005 falleció Gnassingbé Eyadéma, presidente de la vecina Togo, que gobernaba desde 1967. La agitación política posterior a su muerte, según los medios de comunicación, pudo ser una señal para el gobierno de que Kérékou debía retirarse de modo constitucional.

## Candidaturas
Hubo un total de treinta y tres solicitudes de candidaturas presentadas a la Comisión Electoral Nacional Autónoma (CENA). En un fallo emitido el 30 de enero de 2006, la Corte Constitucional aceptó veintiséis de ellas. Las solicitudes de Daniel Shalom, Vincent Emmanuel Ahounou y Adébayo Ananie fueron rechazadas porque no se los consideraba médicamente aptos para la presidencia, mientras que las candidaturas de Lary Egoundoukpè y Alidou Tamama fueron rechazadas porque no habían pagado el depósito de cinco millones de francos CFA necesario para los candidatos. Otros dos candidatos, Edgar Alias y Yaro Sourakatou, se retiraron en favor de Yayi Boni, antes de la sentencia. Los candidatos aprobados incluían a tres miembros activos del gobierno de Kérékou: Zul Kifl Salami, Antoine Dayori y Kamarou Fassassi. Adicionalmente, la Corte Constitucional aprobó las candidaturas de dos jefes de las principales instituciones: las de Antoine Idji Kolawolé, el presidente de la Asamblea Nacional, y Raphiou Toukourou, el presidente del Consejo Económico y Social.

## Resultados

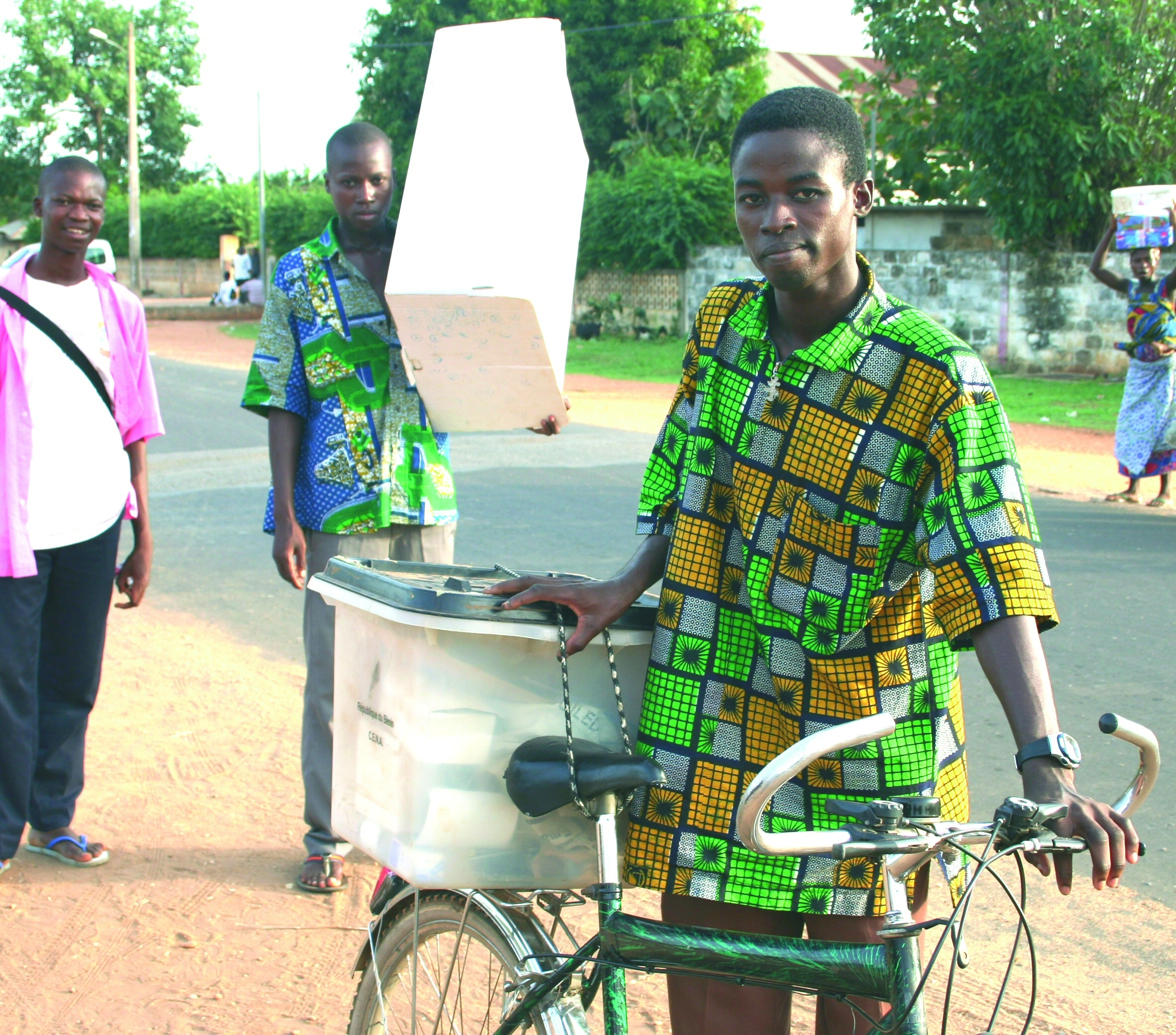
Civiles ofrecen sus propios vehículos para proteger las urnas transparentes.

La primera vuelta se celebró el 5 de marzo. Yayi Boni, del partido Fuerzas Cauris para un Benín Emergente y expresidente del Banco de Desarrollo del África Occidental, obtuvo el 35% de los votos, quedando en primer lugar junto a Adrien Houngbédji, del Partido Renovación Democrática, que obtuvo el 24%. En tercer lugar quedó Bruno Amoussou, expresidente del Parlamento y Ministro de Planificación, del Partido Socialdemócrata, que obtuvo alrededor del 16% de los votos, y en cuarto lugar Lehady Soglo, hijo del expresidente Nicéphore Soglo, del Partido del Renacimiento de Benín con alrededor del 8% de los votos. Boni pertenecía a un partido recién fundado, y esta era su primera elección; Houngbédji y Amoussou habían sido candidatos a la presidencia en tres ocasiones anteriores.
Poco después de los resultados se dieron a conocer a mediados de marzo, el gobierno estableció la fecha para la segunda ronda entre Boni y Houngbédji para el 19 de marzo. La comisión electoral del país pidió más tiempo, pero esta petición fue rechazada. El presidente Kérékou declaró: "Estamos entre la espada y la pared, lo que significa que estamos obligados a seguir adelante. Vamos a hacer todo lo necesario con el fin de que esto salga lo mejor posible".
Antes de la segunda vuelta, Amoussou y Soglo instaron a sus partidarios a votar por Boni. Con este apoyo, el candidato obtuvo una aplastante victoria en segunda vuelta con el 75% de los votos. Los temores iniciales de que Kérékou intentaría perpetuarse en el poder por medio de un golpe militar resultaron ser infundados, y Boni fue pacíficamente juramentado en la presidencia el 6 de abril.
| Candidato                          | Partido                                                                | Primera vuelta | Primera vuelta | Segunda vuelta | Segunda vuelta |
| Candidato                          | Partido                                                                | Votos          | %              | Votos          | %              |
| ---------------------------------- | ---------------------------------------------------------------------- | -------------- | -------------- | -------------- | -------------- |
| Yayi Boni                          | Fuerzas Cauris para un Benín Emergente                                 | 1,074,308      | 35.78          | 1,979,305      | 74.60          |
| Adrien Houngbédji                  | Partido Renovación Democrática                                         | 727,239        | 24.22          | 673,937        | 25.40          |
| Bruno Amoussou                     | Partido Socialdemócrata                                                | 489,122        | 16.29          |                |                |
| Léhadi Soglo                       | Partido del Renacimiento de Benín                                      | 253,478        | 8.44           |                |                |
| Antoine Kolawolé Idji              | Movimiento Africano por la Democracia y el Progreso                    | 97,595         | 3.25           |                |                |
| Lazare Sèhouéto                    | Movimiento por la Alternativa Popular                                  | 61,195         | 2.04           |                |                |
| Sévérin Adjovi                     | Agrupación de los Demócratas Liberales para la Reconstrucción Nacional | 53,304         | 1.78           |                |                |
| Antoine Dayori                     | Fuerza de Esperanza                                                    | 37,436         | 1.25           |                |                |
| Kamarou Fassassi                   | Partido de los Demócratas por el Despertar de una Nueva Generación     | 29,494         | 0.98           |                |                |
| Janvier Yahouédéhou                | Independiente                                                          | 23,054         | 0.77           |                |                |
| Luc Gnacadja                       | Movimiento Envol                                                       | 20,269         | 0.68           |                |                |
| Daniel Tawéma                      | Frente de Acción para la Renovación y el Desarrollo                    | 18,125         | 0.60           |                |                |
| Ibrahima Idrissou                  | Agrupación por la Unidad Nacional y la Democracia                      | 18,106         | 0.60           |                |                |
| Richard Sènou                      | Independiente                                                          | 15,672         | 0.52           |                |                |
| Soulé Dankoro                      | Partido Democrático                                                    | 9,929          | 0.33           |                |                |
| Marie-Elise Gbèdo                  | Independiente                                                          | 9,815          | 0.33           |                |                |
| Célestine Zanou                    | Independiente                                                          | 9,474          | 0.32           |                |                |
| Lionel Agbo                        | Congreso Africano de Demócratas                                        | 9,026          | 0.30           |                |                |
| Zul Kifl Salami                    | Independiente                                                          | 8,538          | 0.28           |                |                |
| Richard Adjaho                     | Independiente                                                          | 7,448          | 0.25           |                |                |
| Gatien Houngbédji                  | Unión Democrática por el Desarrollo Económico y Social                 | 6,544          | 0.22           |                |                |
| Adolphe Djimon Hodonou             | Independiente                                                          | 6,512          | 0.22           |                |                |
| Galiou Soglo                       | Independiente                                                          | 5,243          | 0.17           |                |                |
| Léandre Djagoué                    | Agrupación de los Demócratas Liberales – Hêviosso                      | 4,665          | 0.15           |                |                |
| Marcel Gbaguidi                    | Independiente                                                          | 3,479          | 0.12           |                |                |
| Raphiou Toukourou                  | Independiente                                                          | 3,419          | 0.11           |                |                |
| Votos en blanco/anulados           | Votos en blanco/anulados                                               | 186,777        | –              | 69,564         | –              |
| Total                              | Total                                                                  | 3,189,266      | 100            | 2,722,806      | 100            |
| Votantes registrados/participación | Votantes registrados/participación                                     | 3,917,865      | 81.7           | 3,919,550      | 69.5           |
| Fuente: African Elections Database |                                                                        |                |                |                |                |